# Tボーン・スリム
Tボーン・スリム(T-Bone Slim)のペンネームで知られるマッティ・ヴァレンティン・フータ（Matti Valentin Huhta、1880年 - 1942年5月15日ごろ）は、アメリカ合衆国のユーモア作家、詩人、ソングライター、ホーボー、労働運動家であり、世界産業労働組合(IWW)で顕著な役割を果たした。

## 生涯
フータはオハイオ州アシュタビューラで、フィンランドのカルヴィアからの移民であるマッティとヨハンナの間に生まれた。若くしてアシュタビューラのローザ・コティラと結婚し、4人の子供をもうけた。子供が幼い内に2人は離婚し、フータはオハイオ州を離れ、これ以降ローザや子供たちと会うことはなかった。
フータは、ミネソタ州ダルースの日刊紙『ニューズ・トリビューン』の記者として働き出したが、編集者が世界産業労働組合(IWW)の集会についての彼の取材を不正確に引用し、彼の記事を台無しにしてしまったため、彼は短期間で辞職した。ある証言によれば、これがきっかけで彼はIWWの組合員になった。IWWのメンバーは「ウォブリー」(Wobbly)と呼ばれていた。
フータは20年以上にわたってIWWの出版物に、Tボーン・スリムのペンネームで多くの記事や歌を寄稿し、IWWの中で最も優れた作家の一人として広く知られていた。彼はIWWの新聞『インダストリアル・サリダリティ』（Industrial Solidarity、産業連帯）でコラムの連載をしており、後にIWWの雑誌『インダストリアル・ワーカー』やフィンランド語による雑誌『インダストリアルリスティ』にも寄稿した。
フータは執筆活動に加えて、様々な方法で生計を立てていた。アメリカ中の波止場やはしけで働いた経験から、1930年代半ばにはニューヨーク市のはしけの船長の職に就いていた。
1942年5月15日、フータの遺体がハドソン川に浮かんでいるのが発見された。死亡に至った正確な状況は不明だが、偶然の溺死とされた。葬儀は行われず、フータの遺体はハート島の共同墓地に埋葬された。

## 死後
彼の死後、Tボーン・スリムはアメリカのシュルレアリスム運動の発想の源となり、1960年代には公民権運動の活動家たちが彼の歌を歌ったことで、彼の歌への関心が高まった。ノーム・チョムスキーはインタビューの中で、Tボーン・スリムをお気に入りのウォブリーの歌い手の一人として挙げている。
Tボーン・スリムの曲のほとんどは、『リトル・レッド・ソングブック』に収録されている。その中でよく知られているのは、The Popular Wobbly、Mysteries Of A Hobo's Life、The Lumberjack's Prayerなどである。この歌集は、1909年に初めてIWWによって出版され、以降一度も絶版になっていない。2010年に第38版が発行され、チャールズ・H・カー出版社はTボーン・スリムの他の作品もカタログに掲載している。
長年、Tボーン・スリムの写真は知られていなかったが、彼のコラムの冒頭部にある漫画の似顔絵はよく似ていると言われていた。しかし、2019年に彼の写真が発見された。
Tボーン・スリムの歌のフィンランド語翻訳版は、2013年に初めて刊行された。

## 主な著書
- IWW Songbook 1920年
- Power of These Two Hands 1922年
- Starving Amidst Too Much 1923年

## 外部リンク

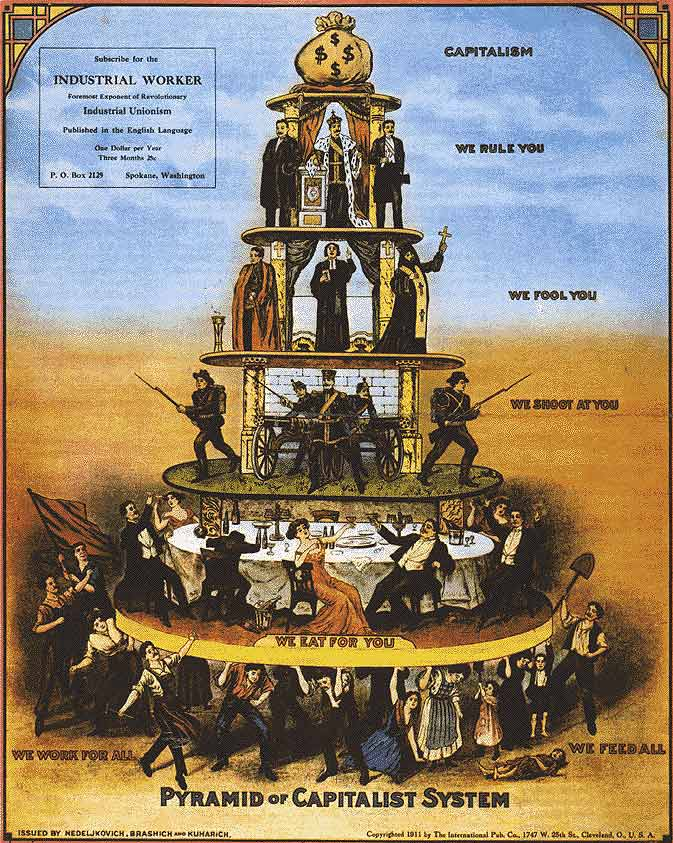
Pyramid of Capitalist System（資本主義システムのピラミッド、1911年）